# Olivier Jean (patinage de vitesse)
Pour les articles homonymes, voir Olivier Jean.
Olivier Jean, né le 15 mars 1984 à Lachenaie, est un patineur de patinage de vitesse sur piste courte canadien devenu par la suite patineur de vitesse.

## Palmarès

### Patinage de vitesse sur piste courte

#### Jeux olympiques
| Épreuve / Édition | Vancouver 2010 |
| 500 m             | 9e             |
| 1500 m            | 4e             |
| Relais 5000 m     | Or             |

#### Championnats du monde
| Épreuve / Édition | Milan 2007 | Vienne 2009 |
| 500 m             | 8e         | Bronze      |
| 1000 m            | 15e        | 5e          |
| 1500 m            | 5e         | 20e         |
| Relais 5000 m     | Argent     | DSQ         |
| Général           | 10e        | 6e          |

### Patinage de vitesse

#### Jeux olympiques
| Épreuve / Édition | Pyeongchang 2018 |
| Mass start        | 14e              |

#### Championnats du monde
- Médaille de bronze du mass start en 2017

### Suite de carrière
En 2019, Jean arrête le patinage et étudie la kinésiologie. Il entraîne le club de patinage de Rosemère, puis de Kingston pendant qu'il obtient sa maîtrise de l'université Queen's. Il travaille ensuite en gestion d'entreprise et entraîne en indépendant plusieurs équipes de short-track, dont celle des États-Unis et Arianna Fontana, de façon ponctuelle.
En 2023, il devient analyste à temps plein pour l'équipe nationale de short-track du Canada, où il soutient les entraîneurs Sébastien Cros et Marc Gagnon. 